# Der Teufelswalzer
Der Teufelswalzer ist ein deutscher Detektivfilm aus dem Jahre 1918 der Filmreihe Stuart Webbs. Die Titelrolle spielt Ernst Reicher.

## Handlung
Die Ehefrau des bekannten Virtuosen Paolo Sarto, Signe Sarto, bittet den Gentlemandetektiv Stuart Webbs um seine Hilfe. Seit einem merkwürdigen Besuch leidet ihr Mann unter starken Angstzuständen. Wenig später findet sich die Leiche des mysteriösen Besuchers in Sartos Garten – er wurde erschlagen. Wieder einmal nimmt Webbs die Ermittlungen in starker Maskierung auf. Es gelingt ihm, die Identität des Toten zu klären und auch noch die beiden wahren Verbrecher zu ermitteln.

## Produktionsnotizen
Der Teufelswalzer passierte die Filmzensur im Juli 1918 und wurde am 26. September 1918 am U.T. Kurfürstendamm uraufgeführt. Der vier- bzw. in einer anderen Fassung fünfaktige Film besaß eine Länge von 1514 bzw. 1580 Metern. In Österreich wurde der Film für den 6. September 1918 mit einer Länge von 1650 Meter angekündigt.

## Kritik
In Paimann’s Filmlisten ist zu lesen: „Stoff, Photos, Spiel und Szenerie sehr gut.“